# Episodi di Da Vinci's Inquest (quarta stagione)
La quarta stagione della serie televisiva Da Vinci's Inquest è stata trasmessa in anteprima in Canada dalla CBC Television tra il 30 settembre 2001 e il 21 gennaio 2002.
| nº | Titolo originale                | Titolo italiano | Prima TV Canada   | Prima TV Italia |
| -- | ------------------------------- | --------------- | ----------------- | --------------- |
| 1  | Too Late for Mr. Early          | inedito         | 30 settembre 2001 | inedito         |
| 2  | Oppenheimer Park                | inedito         | 14 ottobre 2001   | inedito         |
| 3  | Banging on the Wall             | inedito         | 21 ottobre 2001   | inedito         |
| 4  | Cheap Aftershave                | inedito         | 28 ottobre 2001   | inedito         |
| 5  | Ugly Quick                      | inedito         | 4 novembre 2001   | inedito         |
| 6  | Birds Have Been at Her          | inedito         | 11 novembre 2001  | inedito         |
| 7  | Shoulda Been a Priest           | inedito         | 18 novembre 2001  | inedito         |
| 8  | Sixes and Sevens                | inedito         | 2 dicembre 2001   | inedito         |
| 9  | Be a Cruel Twist                | inedito         | 6 dicembre 2001   | inedito         |
| 10 | Simple, Sad                     | inedito         | 13 gennaio 2002   | inedito         |
| 11 | Pretend You Didn't See Me       | inedito         | 20 gennaio 2002   | inedito         |
| 12 | Gather Up All the Little People | inedito         | 21 gennaio 2002   | inedito         |
| 13 | In the Bear Pit                 | inedito         | 21 gennaio 2002   | inedito         |